# Actium pandum
Actium pandum är en skalbaggsart som beskrevs av Albert A. Grigarick och Schuster 1971. Actium pandum ingår i släktet Actium och familjen kortvingar. Inga underarter finns listade i Catalogue of Life.